# Südasien

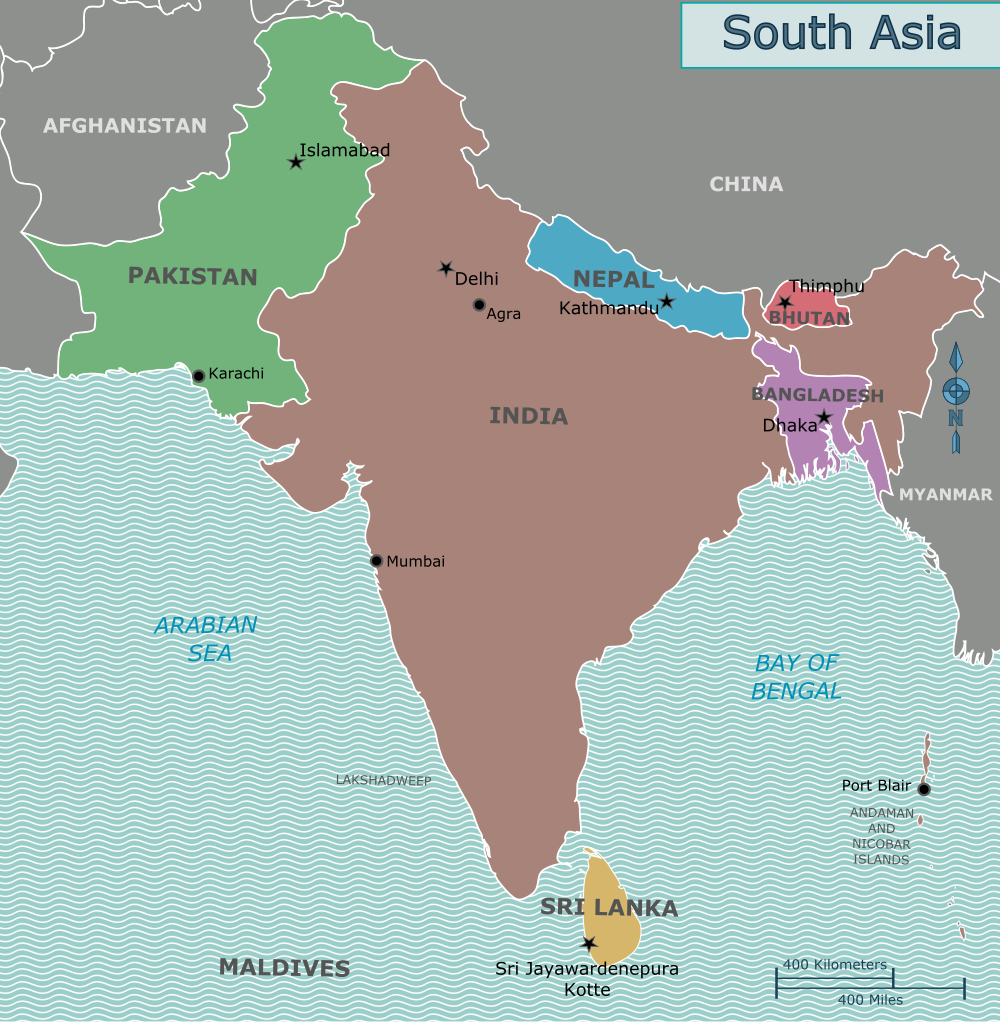
Lage Südasiens

Staaten in der Südasiatischen Vereinigung für regionale Kooperation (SAARC)

Südasien ist ein Teil des asiatischen Kontinents und wird im Nordwesten, Norden und Nordosten durch Gebirge vom übrigen Asien abgetrennt. Der Raum wird bis heute, obwohl der Begriff teilweise als veraltet und kolonial-historisch besetzt gilt, früher als Vorderindien bezeichnet, es bestehen weitreichende Überlappungen zwischen den Begriffen Mittlerer Osten, indischer Subkontinent und Südasien.
In Südasien leben 25 Prozent der Weltbevölkerung, fast 2 Milliarden Menschen; allein in Indien leben über 1,4 Milliarden Menschen (2023).

## Abgrenzung
Geologisch wird ein großer Teil Südasiens, da es eine eigene tektonische Platte darstellt, auch als indischer Subkontinent bezeichnet. Umgrenzt wird der Raum:
- vom Himalaya im Norden gegen Tibet (Ostasien) und dem Pamir gegen Zentralasien,
- dem Bergland von Belutschistan im Westen gegen Vorderasien,
- vom Patkai und Arakan-Joma-Gebirge im Osten gegen Südostasien.
- Nach Süden ist er vom Indischen Ozean umschlossen, mit dem Arabischen Meer westlich und dem Golf von Bengalen östlich der Halbinsel Indien.

## Liste der Staaten
Alle Staaten in Südasien, unter anderem basierend auf der SAARC, sind:
- Afghanistan (hauptsächlich jedoch zu Zentralasien gezählt[8])
- Bangladesch
- Bhutan
- Indien
- Malediven
- Nepal
- Pakistan
- Sri Lanka

 Iran wird durch die UNSD, eine Abteilung der Vereinten Nationen, zu statistischen Zwecken ebenfalls zu Südasien gezählt, in der Regel zählt Iran jedoch weltweit zu Westasien.